# Cinkonin
Cinkonin är en i kinabarken förekommande alkaloid, som utvinns som biprodukt vid framställning av kinin, genom tillsats av kaliumjodid till moderluten, sedan cinkonidinet avskilts. Den bildade cinkoninjodiden överförs med svavelsyra till sulfat ur vilken alkaloiden kan utvinnas med hjälp av ammoniak.
Cinkonin bildar vita, nålformade kristaller med bitter smak. De är lösliga i etanol, men endast obetydligt i vatten.
Inom medicinen används cinkonin med liknande men något svagare verkan än kininets. Antiseptol, ett rödbrunt, i vatten lättlösligt pulver, är en förening av cinkonin med jod (ca 50%), som kan användas vid sårbehandling.